# ナッソー・ブルバード駅
ナッソー・ブルバード駅（英: Nassau Boulevard）とはニューヨーク州ガーデンシティのナッソー・ブルバードの西側にある駅である。この駅は同村に5つあるロングアイランド鉄道 (LIRR) の駅のうちの1つである。当初この駅は、ガーデンシティ村に便宜を図るために同村の創設者のアレクサンダー・ターニー・スチュアートにより構想された鉄道、「スチュアーツ・セントラル鉄道」 ("Stewart's Central Rail Road") のための駅であった。しかしその駅はスチュアートの死から40年以上たった1907年に建設され、スチュアート自身によって建設されなかった。実際には、それはかつて存在したガーデンシティ・エステーツ (Garden City Estates) という村（1915年にガーデンシティに合併された）によって建設された。ナッソー・ブルバード駅はアデルフィ大学への道からすぐの場所にあり、マンハッタンへの速い通勤を提供している。駅には利用に地元政府の許可が要る駐車場がある。 2000年代初頭には、駅は斜路の設置を含む修復工事を受けた。歩行者用トンネルが駅にあるが、入り口は付近のスチュアート・マナー駅のためのかつてのトンネルに似ている。

## 駅構造
| 1 | ■ヘンプステッド支線 | ニューヨーク方面 （スチュアート・マナー） |
| 2 | ■ヘンプステッド支線 | ヘンプステッド方面 （ガーデンシティ）     |

この駅はわずかにオフセットの高床の単式ホームを2面有し、どちらも有効長は10両である。1番線と隣接する北側のプラットホームは通常西行きまたはニューヨーク行き列車が使用する。2番線に隣接する南側のプラットホームは通常東行きまたはヘンプステッド行き列車が使用する。ここでは2線である。